# Witmer
Witmer es un lugar designado por el censo ubicado en el condado de Lancaster en el estado estadounidense de Pensilvania. En el año 2010 tenía una población de 492 habitantes.

## Geografía
Witmer se encuentra ubicado en las coordenadas 40°3′2″N 76°12′37″O / 40.05056, -76.21028.. Según la Oficina del Censo de los Estados Unidos, Witmer tiene una superficie total de 1,24 mi² (3,2 km²), de la cual 1,24 mi² (3,2 km²) corresponden a tierra firme y 0 mi² (0 km²) es agua.